# Rosanna Martin
Rosanna Martin (Monselice, 27 luglio 1973) è un'ex mezzofondista italiana.

## Palmarès
| Anno | Manifestazione    | Sede        | Evento         | Risultato | Prestazione | Note |
| ---- | ----------------- | ----------- | -------------- | --------- | ----------- | ---- |
| 1992 | Mondiali di cross | Boston      | Corsa U20      | 48ª       | 14'49"      |      |
| 1992 | Mondiali di cross | Boston      | A squadre      |           |             |      |
| 1995 | Mondiali di cross | Durham      | Corsa seniores | 33ª       | 21'29"      |      |
| 1995 | Mondiali di cross | Durham      | A squadre      |           |             |      |
| 1999 | Mondiali di cross | Belfast     | Corsa seniores | 26ª       | 29'33"      |      |
| 1999 | Mondiali di cross | Belfast     | A squadre      |           |             |      |
| 1999 | Europei di cross  | Velenje     | Corsa seniores | 24ª       | 19'57"      |      |
| 1999 | Europei di cross  | Velenje     | A squadre      | 5ª        | 63 p.       |      |
| 2000 | Europei di cross  | Malmö       | Corsa seniores | 21ª       | 17'08"      |      |
| 2000 | Europei di cross  | Malmö       | A squadre      |           |             |      |
| 2001 | Mondiali di cross | Ostenda     | Corsa seniores | 26ª       | 30'02"      |      |
| 2001 | Mondiali di cross | Ostenda     | A squadre      | 6ª        | 117 p.      |      |
| 2002 | Europei di cross  | Medulin     | Corsa seniores | 44ª       | 21'37"      |      |
| 2002 | Europei di cross  | Medulin     | A squadre      | 8ª        | 179 p.      |      |
| 2002 | Mondiali di cross | Dublino     | Corsa seniores | 17ª       | 27'59"      |      |
| 2002 | Mondiali di cross | Dublino     | A squadre      |           |             |      |
| 2002 | Mondiali di cross | Dublino     | Cross corto    | 9ª        | 14'01"      |      |
| 2002 | Mondiali di cross | Dublino     | A squadre      |           |             |      |
| 2003 | Mondiali di cross | Losanna     | Cross corto    | 27        | 13'32"      |      |
| 2003 | Mondiali di cross | Losanna     | A squadre      |           |             |      |
| 2003 | Europei di cross  | Edimburgo   | Corsa seniores | 57ª       | 25'34"      |      |
| 2003 | Europei di cross  | Edimburgo   | A squadre      | 7ª        | 126 p.      |      |
| 2004 | Europei di cross  | Heringsdorf | Corsa seniores | 67ª       | 19'52"      |      |
| 2004 | Europei di cross  | Heringsdorf | A squadre      |           |             |      |

## Campionati nazionali
1992
- 14ª ai campionati italiani assoluti, 3000 m piani - 9'49"38
- 17ª ai campionati italiani di corsa campestre - 21'07"

1993
- 11ª ai campionati italiani assoluti, 3000 m piani - 9'26"92

1994
- 9ª ai campionati italiani assoluti, 3000 m piani - 9'18"30
- 16ª ai campionati italiani di corsa campestre - 21'53"

1995
- Oro ai campionati italiani di corsa campestre - 23'13"

1998
- 15ª ai campionati italiani assoluti, 1500 m piani - 4'35"20

1999
- Bronzo ai campionati italiani di corsa campestre - 27'58"

2000
- 6ª ai campionati italiani di corsa campestre - 28'28"9

2002
- Oro ai campionati italiani di corsa campestre - 25'30"

2003
- Bronzo ai campionati italiani di corsa campestre, cross corto - 13'07"

2006
- Bronzo ai campionati italiani assoluti, 1500 m piani - 4'23"31
- 5ª ai campionati italiani di corsa campestre, cross corto - 13'01"

2007
- 11ª ai campionati italiani assoluti, 1500 m piani - 4'29"84

## Altre competizioni internazionali[1]
1992
- 23ª al Campaccio ( San Giorgio su Legnano)

1995
- Argento al Cross di Alà dei Sardi ( Alà dei Sardi) - 17'28"

1998
- 18ª alla BOclassic ( Bolzano), 5 km - 17'36"

1999
- 7ª al Campaccio ( San Giorgio su Legnano) - 21'35"
- 7ª al Cross della Vallagarina ( Villa Lagarina) - 15'23"
- 5ª ai Mondiali militari di corsa campestre ( Mayport)

2000
- 8ª alla Cinque Mulini ( San Vittore Olona) - 20'25"
- 11ª al Campaccio ( San Giorgio su Legnano) - 21'02"
- 10ª al Cross di Alà dei Sardi ( Alà dei Sardi) - 18'15"9

2001
- 8ª alla Cinque Mulini ( San Vittore Olona) - 29'51"
- 4ª al Campaccio ( San Giorgio su Legnano) - 22'10"
- 5ª al Cross della Vallagarina ( Villa Lagarina) - 15'38"3
- 6ª al Cross di Alà dei Sardi ( Alà dei Sardi) - 17'41"9

2002
- Bronzo alla Cinque Mulini ( San Vittore Olona) - 20'01"
- 5ª al Campaccio ( San Giorgio su Legnano) - 21'31"
- Argento al Cross della Vallagarina ( Villa Lagarina) - 17'44"0
- 8ª al Cross di Alà dei Sardi ( Alà dei Sardi) - 18'15"2
- 4ª al Cross Internacional Juan Muguerza ( Elgoibar) - 22'20"

2003
- 9ª al Campaccio ( San Giorgio su Legnano) - 22'13"
- 5ª al Cross della Vallagarina ( Villa Lagarina) - 15'56"4
- 10ª al Cross di Alà dei Sardi ( Alà dei Sardi) - 22'01"0
- 9ª al Northern Ireland International Cross Country ( Belfast) - 17'38"
- 4ª ai Mondiali militari di corsa campestre ( Saint-Astier) - 18'27"

2006
- 10ª alla Cinque Mulini ( San Vittore Olona) - 21'50"
- 8ª al Cross della Vallagarina ( Villa Lagarina) - 24'20"